# Götala kalkfuktäng
Götala kalkfuktäng este o arie protejată (arie specială de conservare — SAC, sit de importanță comunitară — SCI) din Suedia întinsă pe o suprafață de 1,6 ha, integral pe uscat.

## Localizare
Centrul sitului Götala kalkfuktäng este situat la coordonatele 58°26′57″N 15°05′22″E / 58.4491°N 15.0894°E.

## Înființare
Situl Götala kalkfuktäng a fost declarat sit de importanță comunitară în iulie 2000 pentru a proteja 1 specie de animale. Situl a fost protejat și ca arie specială de conservare în martie 2011.

## Biodiversitate
Situată în ecoregiunea boreală, aria protejată conține 1 habitat natural: Mlaștini alcaline.
La baza desemnării sitului se află o specie protejată de  nevertebrate: Vertigo angustior.